# Frustración (derecho)
Frustración o delito frustrado se presenta cuando alguien ha realizado, con el objeto de cometer un delito, todo lo que es necesario para consumarlo, y sin embargo no lo ha logrado por circunstancias independientes de su voluntad.
Se diferencia fundamentalmente de la tentativa en que en la frustración el autor hace todo lo necesario para la consumación del hecho pero no llega a consumarse por causas independientes de su voluntad. En la tentativa el autor no hace todo lo necesario por causas independientes a su voluntad, haya un factor externo que le impide continuar su actuación. En cambio en la frustración el factor externo le impide la consumación del hecho punible.
Solamente cabe frustración en los tipos de resultado material, es decir, en aquellos delitos en los cuales hay una separación entre lo que el autor hace y el resultado. El autor haciendo todo no llega a consumar el hecho y para que eso ocurra tiene que haber un espacio de tiempo entra la actividad del autor y el resultado. La consumación no llega a producirse porque si bien el autor hace todo lo necesario algo se interpone.
La frustración tiene un tipo objetivo y un tipo subjetivo

## Tipo Objetivo
Se conforma de los siguientes elementos:
1. Que el autor haya hecho todo lo necesario para consumar el delito. No es suficiente que el autor comience a actuar, tiene que hacer todo lo necesario. Pero, ¿cómo se determina si una persona hace todo lo necesario? Conforme al juicio del hombre medio.
2. Que exista el peligro concreto para el bien jurídico. Un peligro real, el bien jurídico entra en conmoción. Por eso es un tipo de resultado material, ese resultado es el peligro concreto; en cambio, en la tentativa como basta el simple comienzo de ejecución pareciera que son tipos de mera actividad, que se perfeccionan con la sola conducta (comenzar a actuar). Hace falta, como dice el español Rodríguez Montañés, afectar al bien jurídico, que entre en conmoción.

Ej. La señora que deja veneno en una taza de café para que el esposo se la tome en la noche cuando llegue, pero la policía a las 10 a. m. descubre todo y detiene a la mujer. Ella hizo todo lo necesario, pero no basta porque no hay peligro para el bien jurídico, todavía hace falta afectarlo entonces no hay frustración. Falta la actividad en ese caso.

## Tipo Subjetivo
Es igual al tipo consumado, no hay diferencia alguna. La diferencia se da en el tipo objetivo.
Ej. El autor dispara contra la víctima y falla (homicidio frustrado) el elemento subjetivo es el conocer y querer lo que se hizo y querer continuar.
El resultado casi siempre depende del azar. Ej.: Yo disparo y fallo o disparo y la persona queda en estado vegetativo. En este caso se presenta un homicidio frustrado y se rebaja la pena. Según el profesor Juan Luis Modolell, debería dejarse a criterio del juez disminuir la pena o aplicar la misma pena del delito consumado en razón de la mayor o menos proximidad al bien jurídico, le parece injusto que una persona que logre matar tenga una pena distinta a la que dispara y deja a otra en estado vegetal cuando el resultado dependió del azar solamente. El autor resulta beneficiado injustamente.